# Laixi
Koordinaten: 36° 51′ N, 120° 25′ O
Die Stadt Laixi (chinesisch 莱西市, Pinyin Láixī Shì) ist eine kreisfreie Stadt in der Provinz Shandong im Osten der Volksrepublik China. Sie gehört zum Verwaltungsgebiet der bezirksfreien Stadt Qingdao. Laixi hat eine Fläche von 1.568 km² und 750.225 Einwohner (Stand: Zensus 2010). Regierungssitz ist das Straßenviertel Shuiji 水集街道.

## Administrative Gliederung
Auf Gemeindeebene setzt sich die kreisfreie Stadt aus fünf Straßenvierteln und elf Großgemeinden zusammen. 

## Persönlichkeiten
- Jiang Chunyun (1930–2021), Politiker
- Zhao Kezhi (* 1953), Politiker